# Rougiers
Rougiers település Franciaországban, Var megyében. Lakosainak száma 1700 fő (2022. január 1.). Rougiers Mazaugues, Nans-les-Pins, Saint-Maximin-la-Sainte-Baume és Tourves községekkel határos.

## Népesség
A település népessége az elmúlt években az alábbi módon változott:
| Lakosok száma | 1570 | 1623 | 1680 | 1656 | 1660 | 1662 | 1672 | 1686 | 1700 |
|               | 2013 | 2015 | 2016 | 2017 | 2018 | 2019 | 2020 | 2021 | 2022 |